# Avi Cohen
Pour les articles homonymes, voir Cohen.
Avi Cohen (en hébreu : אבי כהן), né le 14 novembre 1956 au Caire (Égypte), et mort le 28 décembre 2010, est un footballeur israélien, qui joue au cours de sa carrière au poste de défenseur à Liverpool et en équipe d'Israël.
Cohen marque trois buts lors de ses cinquante-deux sélections avec l'équipe d'Israël entre 1976 et 1988. 
Il participe à la quatrième saison de l'émission Rokdim Im Kokhavim, la version israélienne de Danse avec les stars. 
Il meurt le 28 décembre 2010 à l'âge de 54 ans, des suites d'un accident de moto.

## Carrière
- 1975-1979 : Maccabi Tel-Aviv
- 1979-jan. 1982 : Liverpool
- jan. 1982-1987 : Maccabi Tel-Aviv
- 1987-1988 : Rangers FC
- 1988-1989 : Maccabi Netanya

## Palmarès

### En équipe nationale
- 52 sélections et 3 buts avec l'équipe d'Israël entre 1976 et 1988.

### Avec Maccabi Tel-Aviv
- Vainqueur du Championnat d'Israël de football en 1977 et 1979.
- Vainqueur de la Coupe d'Israël de football en 1977 et 1987.

### Avec Liverpool
- Vainqueur de la Ligue des champions de l'UEFA en 1981.
- Vainqueur du Championnat d'Angleterre de football en 1980.